# حویق
حَویق یکی از شهرهای استان گیلان در شمال ایران است. این شهر مرکز بخش حویق در شهرستان تالش است.

## جمعیت
طبق سرشماری سال ۱۳۹۰، جمعیت شهر حویق به ۴٬۱۹۴ نفر می‌رسد.
مردم حویق از قوم تالش هستند و به زبان های ترکی آذربایجانی و تالشی تکلم می‌کنند. 